# Campionats del món de ciclisme en ruta de 1949
Els Campionats del món de ciclisme en ruta de 1949 es disputaren el 20 i 21 d'agost a Copenhaguen, Dinamarca.

## Resultats
| Proves :                         | Or                            | Or         | Argent                 | Argent | Bronze                      | Bronze |
| Professionals                    |                               |            |                        |        |                             |        |
| Cursa en línia masculina detalls | Rik Van Steenbergen · Bèlgica | 7h 34' 44" | Ferdi Kübler · Suïssa  | m. t.  | Fausto Coppi · Itàlia       | m. t.  |
| Amateurs                         |                               |            |                        |        |                             |        |
| Cursa en línia masculina         | Henk Faanhof · Països Baixos  | 4h 55' 42  | Henri Kass · Luxemburg | m. t.  | Huub Vinken · Països Baixos | + 22"  |

## Medaller
| Posició | País          | Or | Plata | Bronze | Total |
| 1       | Països Baixos | 1  | 0     | 1      | 2     |
| 2       | Bèlgica       | 1  | 0     | 0      | 1     |
| 3       | Suïssa        | 0  | 1     | 0      | 1     |
| 3       | Luxemburg     | 0  | 1     | 0      | 1     |
| 5       | Itàlia        | 0  | 0     | 1      | 1     |
| Total   | Total         | 2  | 2     | 2      | 6     |